# Vladimir Evgrafovič Tatlin

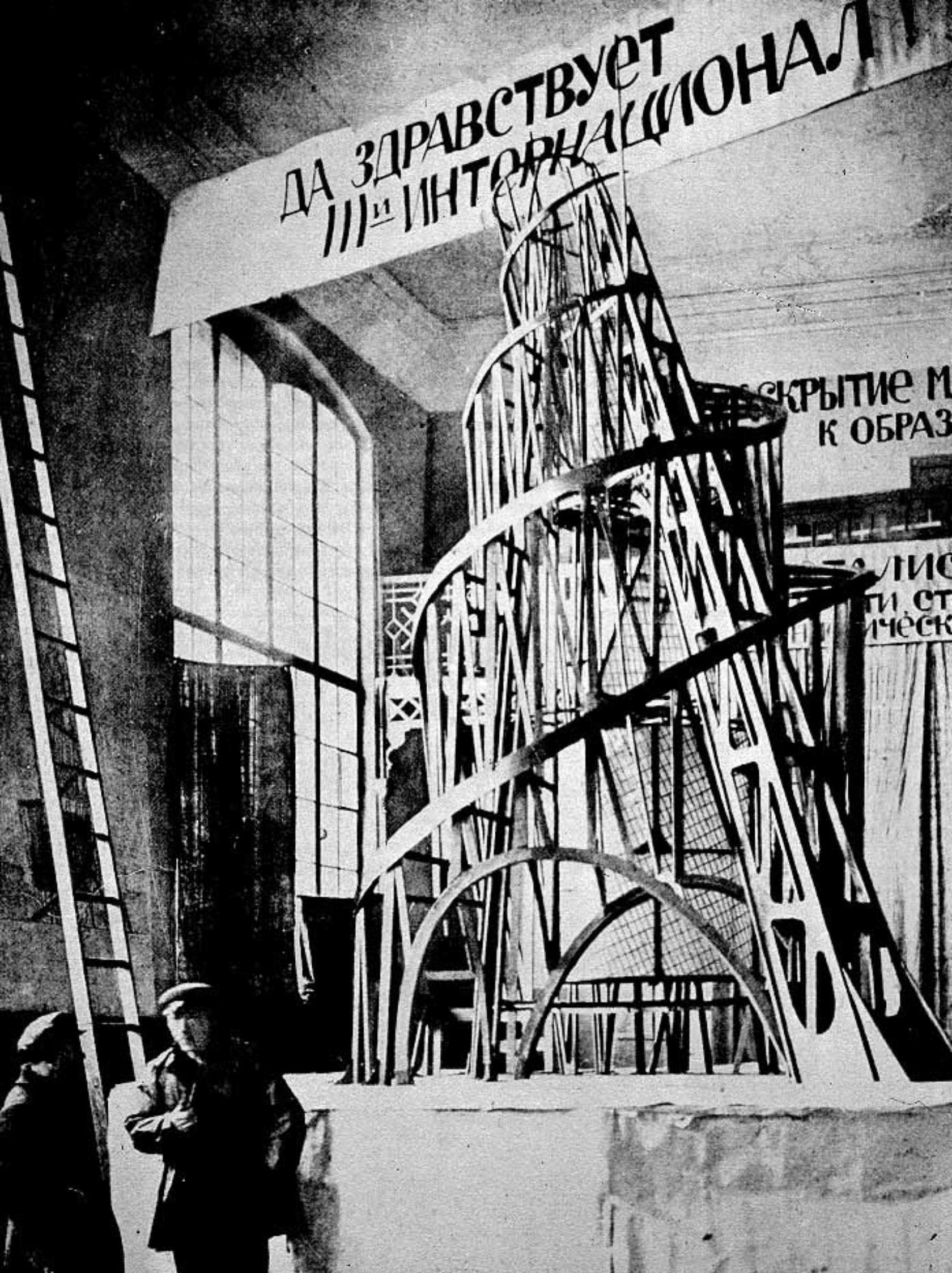
Il monumento di Tatlin del 1919

Vladimir Evgrafovič Tatlin (in russo Владимир Евграфович Татлин?; Charkiv, 28 dicembre 1885 – Mosca, 31 maggio 1953) è stato un architetto, pittore e scultore russo.

## Biografia
Tatlin fu un artista completo, dedito sia alla pittura che alla musica folkloristica, motivato dai suoi continui viaggi in Turchia, in Grecia e sulle coste dell'Africa del Nord per il suo lavoro di marinaio. Grazie alla sua passione per la pittura cubista e futurista riuscì ad annoverare fra il suo giro di amicizie Gončarova e Larionov, con i quali condivise varie esposizioni. Realizzò rilievi astratti polimaterici (i Controrilievi), inaugurando in tal modo il costruttivismo, con cui esprimeva l'arte funzionale, costruttiva, attenta ai nuovi materiali dell'epoca e alle tecniche industriali.
Il suo incontro con Pablo Picasso avvenuto a Parigi lo influenzò positivamente; riuscì in quel lasso di tempo ad attingere da lui la tecnica di scomposizione degli oggetti su piani diversi, fino a ottenere pure forme geometriche. Professore di arte e di tecniche pittoriche durante la rivoluzione russa, aderì alla corrente del costruttivismo, secondo la quale l'arte veniva asservita ai principi pratici della costituzione di una società nuova e egualitaria. Nel 1919 fu coinvolto nel progetto del Monumento alla Terza Internazionale, una torre metallica a forma di spirale di 400 metri, che doveva essere dedicata alla Terza Internazionale, ma i lavori di costruzione non furono mai iniziati e il progetto venne abbandonato.  Suo allievo fu Josif Karakis.
Nel 1932, per via del decreto staliniano, che aveva imposto lo scioglimento di qualunque gruppo potesse essere considerato troppo moderno all'epoca, decise di trasferirsi a Leningrado, dedicandosi al disegno industriale e alla scenografia.
Tatlin fu sepolto nel cimitero di Novodevichy a Mosca.

## Galleria d'immagini

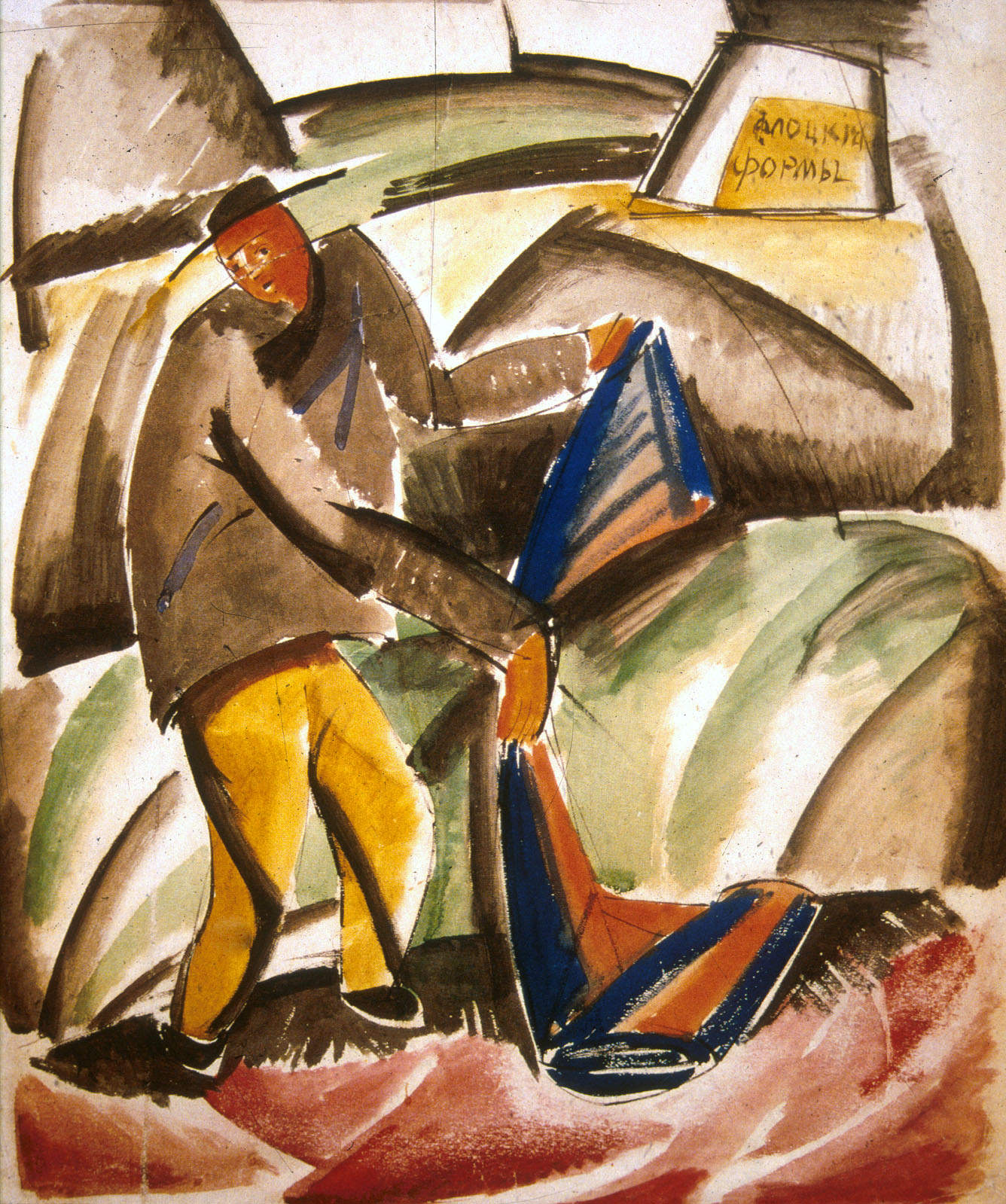
Venditore di vestiti, 1910-1912
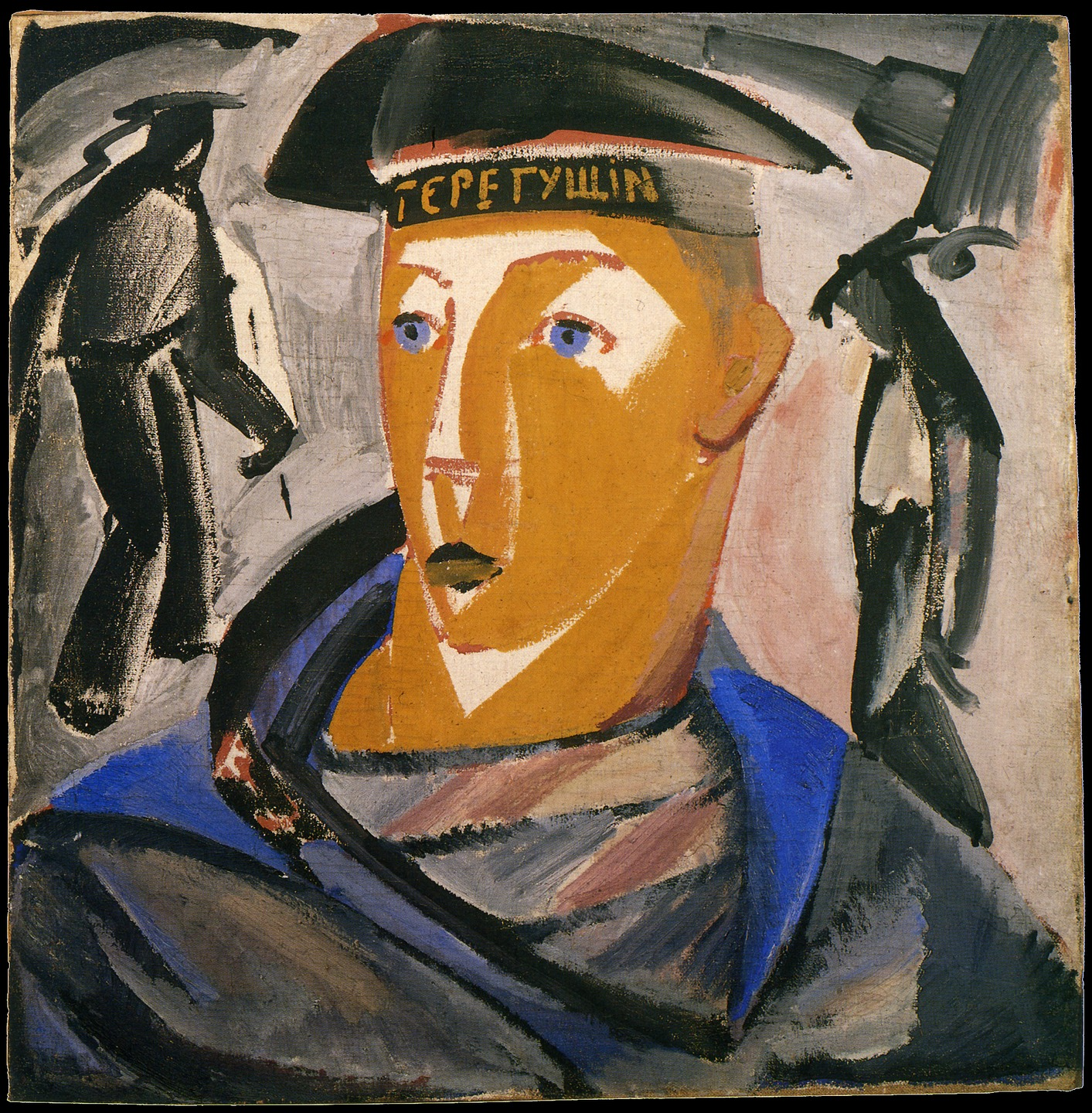
Marinaio (autoritratto), 1911
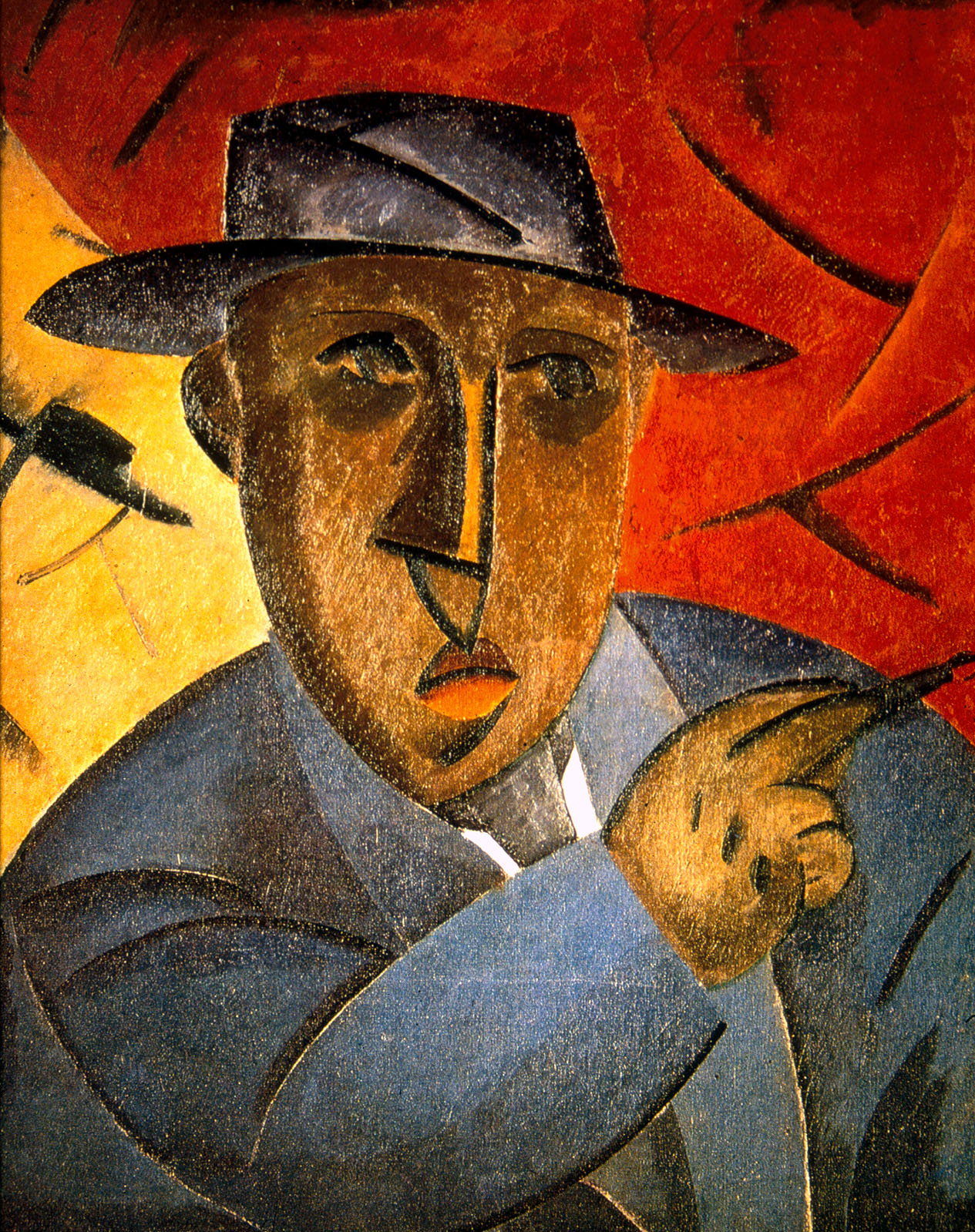
Ritratto di un pittore, 1912
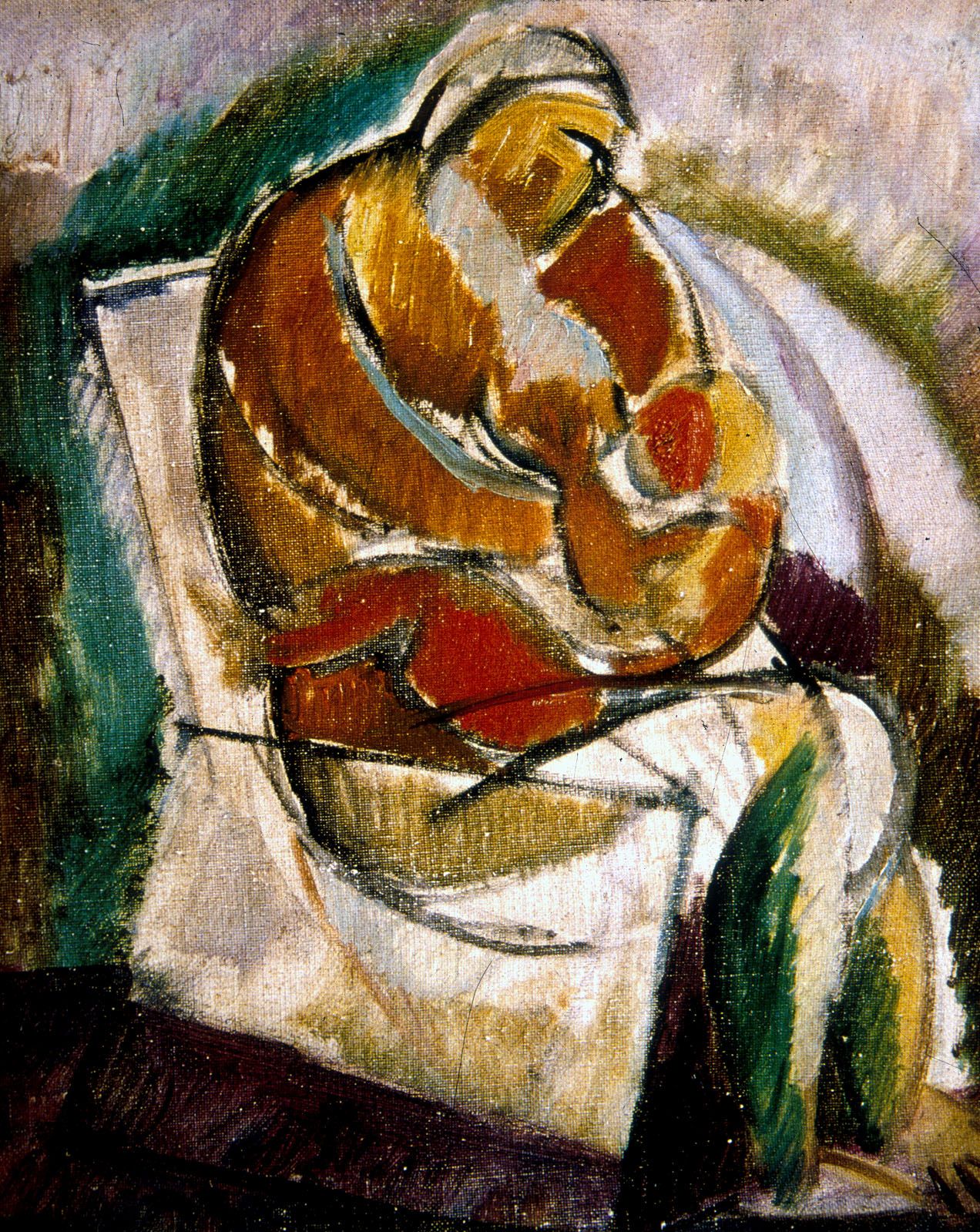
Donna che allatta un bambino, 1913
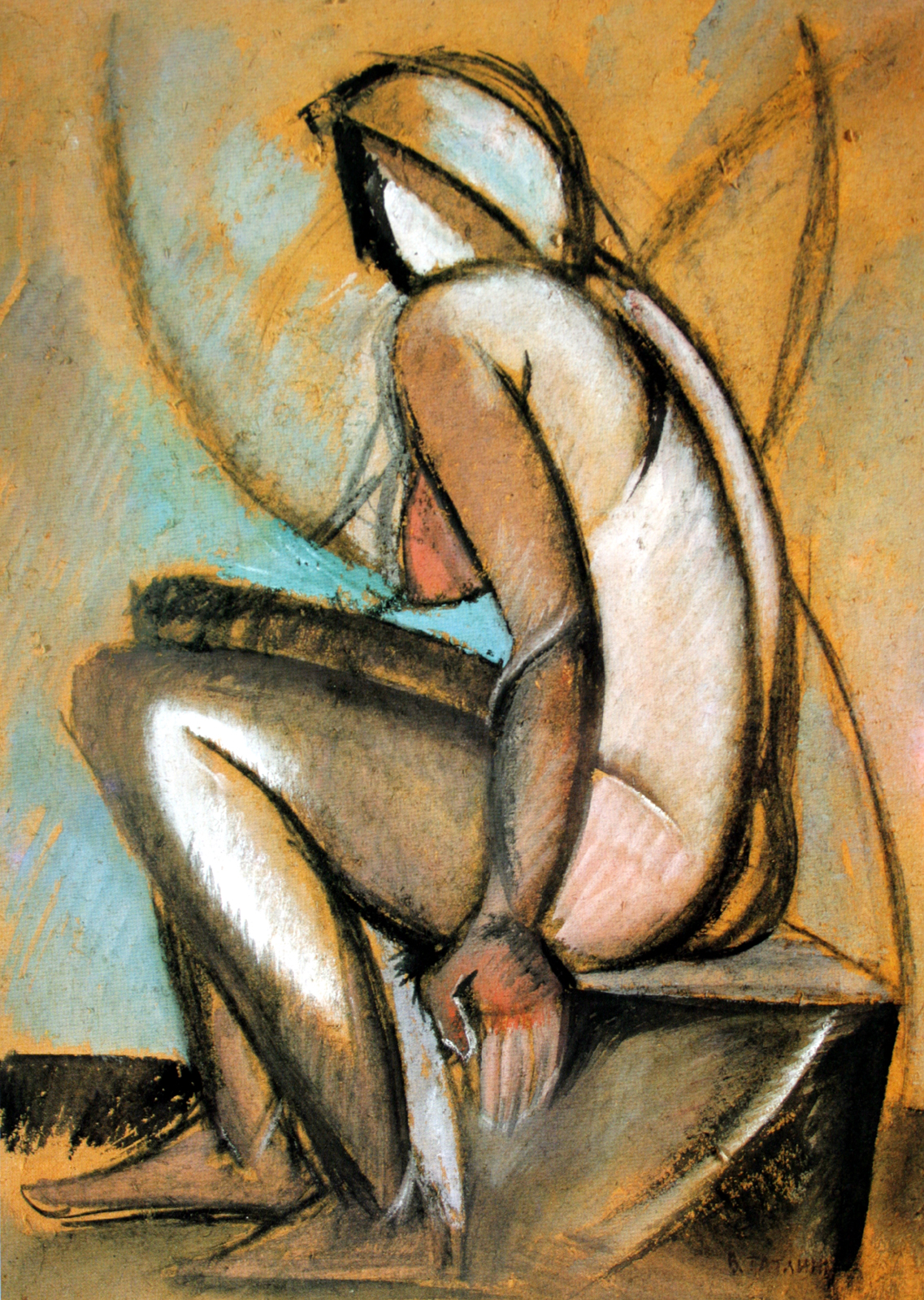
Nudo di donna, seduta, 1913
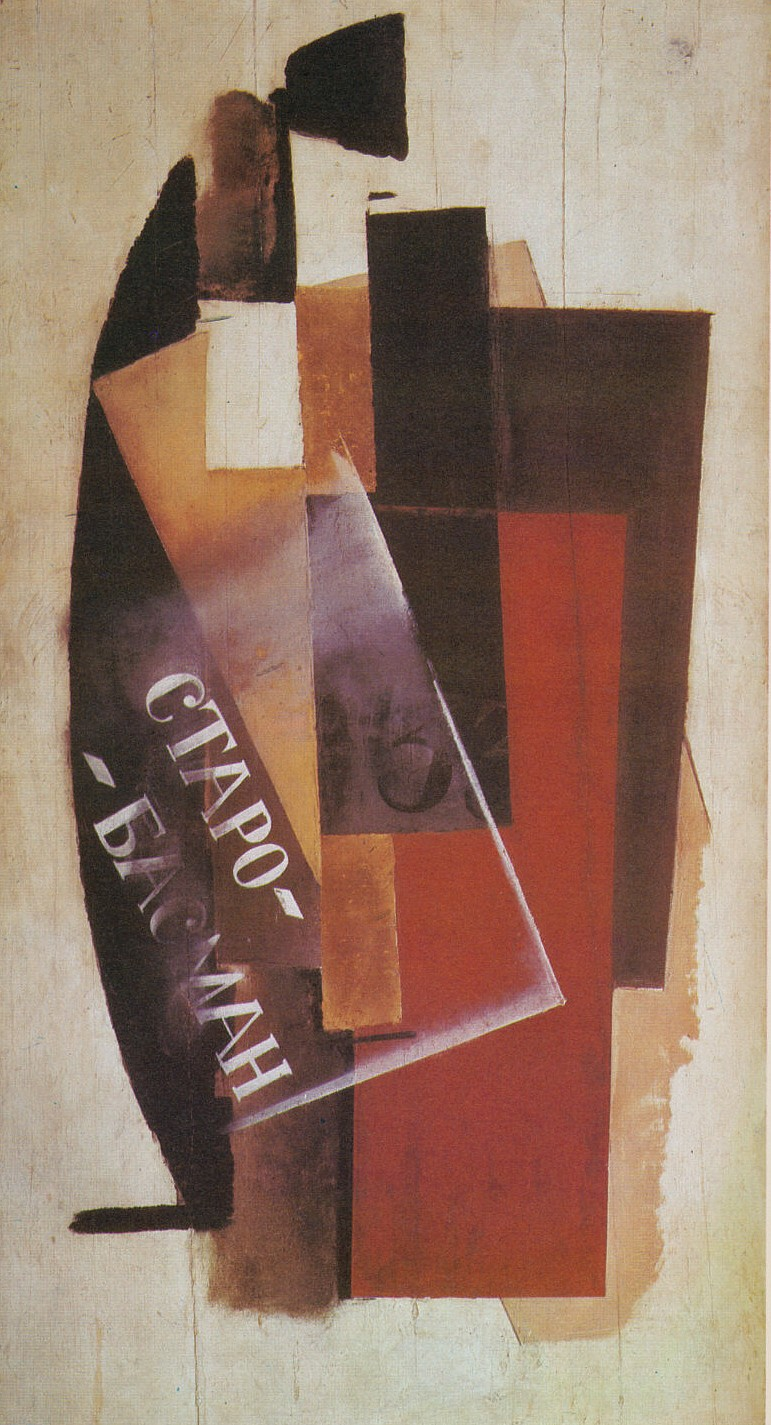
Tavola No. 1, Staro-Basman, 1917
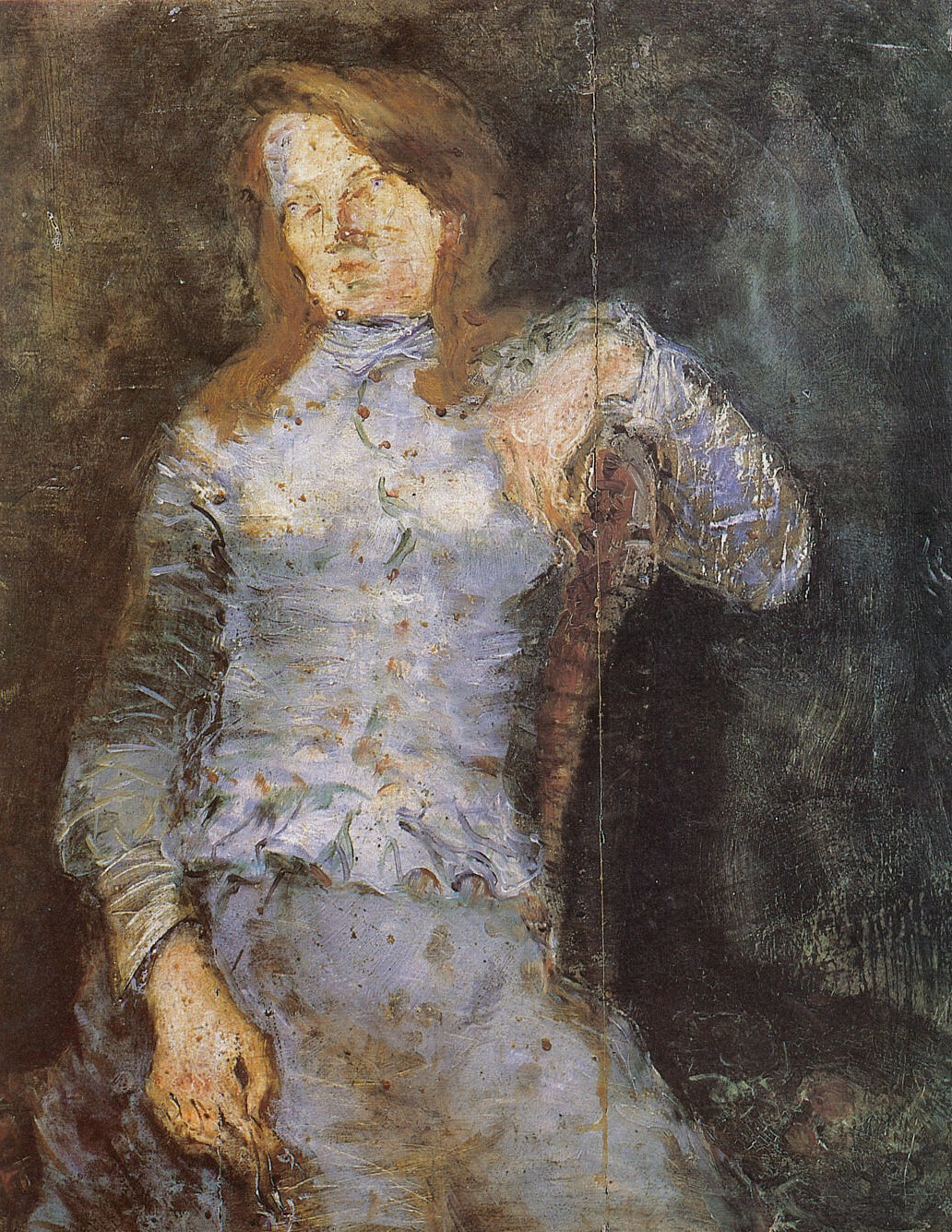
Ritratto di donna, 1933
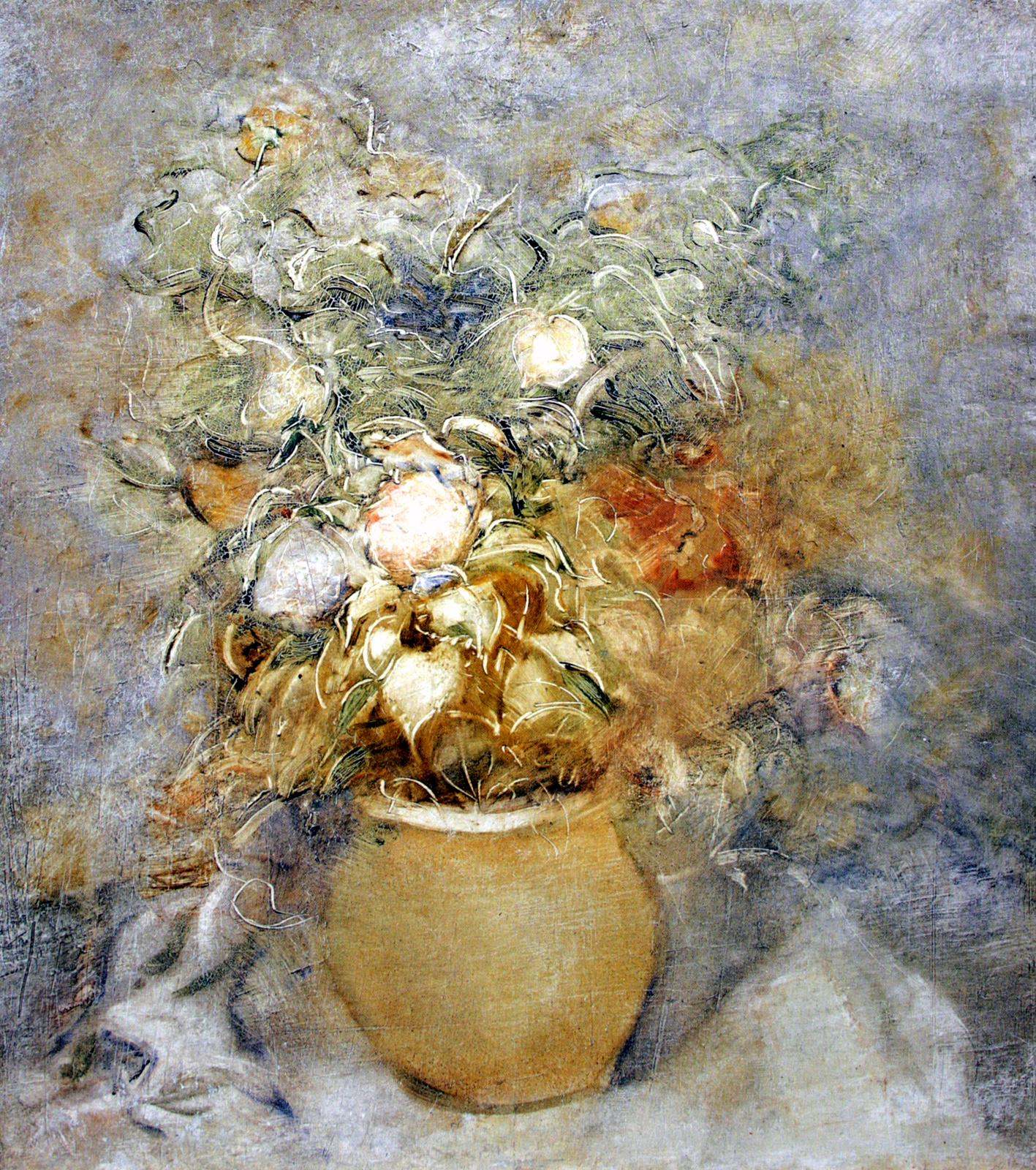
Fiori, 1940
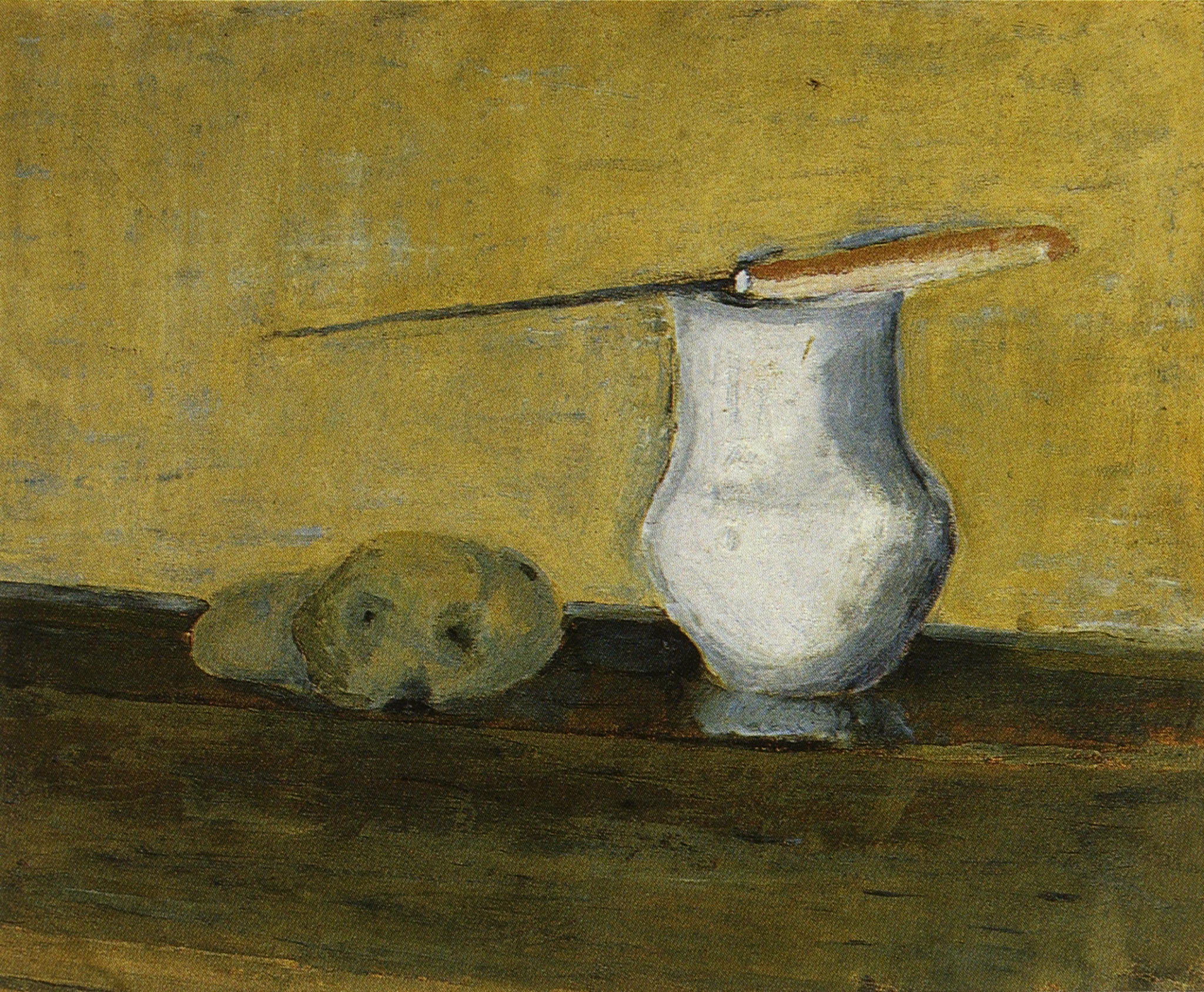
Brocca bianca con patata, 1948-1951